# Cangrejo II
Cangrejo II és l'onzè llargmetratge del director veneçolà Román Chalbaud del 1984. Està basat en el llibre Cuatro crímenes, cuatro poderes, de Fermín Mármol León. La pel·lícula es una seqüela de Cangrejo, estrenada en 1982 i igualment basada en el llibre de Fermín Mármol León.

## Argument
El comissari León, interpretat per Miguel Ángel Landa, investiga l'assassinat d'una dona. La dona va ser violada abans de morir i el seu germà, qui és un sacerdot interpretat per Eduardo Serrano, es converteix en el principal sospitós. León és pressionat perquè deixi la recerca que involucra a un sacerdot, la violació d'una dona i la seva posterior mort.

## Recepció
Fou exhibida com a part de la secció oficial del Festival Internacional de Cinema de Sant Sebastià 1984.